# C17orf62
C17orf62 (англ. Chromosome 17 open reading frame 62) – білок, який кодується однойменним геном, розташованим у людей на 17-й хромосомі. Довжина поліпептидного ланцюга білка становить 187 амінокислот, а молекулярна маса — 20 774.
| 10         |  | 20         |  | 30         |  | 40         |  | 50         |
| ---------- |  | ---------- |  | ---------- |  | ---------- |  | ---------- |
| MYLQVETRTS |  | SRLHLKRAPG |  | IRSWSLLVGI |  | LSIGLAAAYY |  | SGDSLGWKLF |
| YVTGCLFVAV |  | QNLEDWEEAI |  | FDKSTGKVVL |  | KTFSLYKKLL |  | TLFRAGHDQV |
| VVLLHDVRDV |  | SVEEEKVRYF |  | GKGYMVVLRL |  | ATGFSHPLTQ |  | SAVMGHRSDV |
| EAIAKLITSF |  | LELHCLESPT |  | ELSQSSDSEA |  | GDPASQS    |  |            |

A: Аланін

C: Цистеїн

D: Аспарагінова кислота

E: Глутамінова кислота

F: Фенілаланін

G: Гліцин

H: Гістидин

I: Ізолейцин

K: Лізин

L: Лейцин

M: Метіонін

N: Аспарагін

P: Пролін

Q: Глутамін

R: Аргінін

S: Серин

T: Треонін

V: Валін

W: Триптофан

Кодований геном білок за функцією належить до фосфопротеїнів. 
Задіяний у такому біологічному процесі, як альтернативний сплайсинг. 
Локалізований у мембрані.